# Franklin Richards
Franklin Richards är en figur i superhjälteserien Fantastic Four. Han är son till Reed Richards (Mister Fantastic) och Susan Richards (Invisible Woman), medlemmar av Fantastic Four, och storebror till Valeria Richards. Franklin är en mutant.
Franklin syntes första gången i Fantastic Four Annual #6 i november 1968, och han skapades av Stan Lee och Jack Kirby; sitt namn fick han först 1970. 1985 blev han medlem i ett superhjältegäng i serien Power Pack.

## Historia
Eftersom hans föräldrar fick sina superkrafter genom att ha blivit utsatta av kosmisk strålning som förändrat deras gener så föddes Franklin som en mutant. Redan innan han föddes råkade han ut för faror, då strålningen som Susan utsatts för gjorde det svårt för henne att föda barn. När Franklings födsel närmade sig så ökade en märklig form av energi i Susans kropp som hotade både hennes och hennes oföddes sons liv. För att rädda både sin hustru och sin son reste Reed Richards, Ben Grimm(The Thing) och Johnny Storm (The Human Torch) till Negativ Zonen i jakt på den Kosmiska kontrollstaven, det enda föremål som skulle kunna rädda Susan och Franklin. Jakten lyckades och Franklin föddes som ett frisk barn och blev döpt till Franklin Benjamin Richards, efter sin gudfar Ben Grimm och sin morfar Franklin Storm. 
Till skillnad från de flesta mutanter som utvecklar sina krafter i tonåren så började Franklins krafter framträda redan när han bara var några år gammal. I vanliga fall skulle Franklins krafter utvecklas medan han växte upp och nå sin fulla potential då han blivit vuxen, men denna process förstördes av Annihilius. Annihilius kidnappade Franklin och använde en maskin för att släppa lös Franklins hela potential. Franklin var dock för ung och för oerfaren för att kunna hantera sina enorma krafter och Reed fruktade att Franklin skulle ödelägga hela planeten. Eftersom Reed inte kunde komma på någon annan lösning använde han en maskin för att placera Franklin i en koma, ur vilken han inte kunde använda sina psykiska krafter.
Några månader senare när roboten Ultron-7 attackerade Fantastic Four blev Franklin påverkad av den energi som roboten utstrålade. Energin väckte Franklin ur sin koma och frigjorde otroliga mängder psykisk energi som övervälvde och besegrade Ultron. Efter detta återställdes Franklins krafter till den nivå de skulle ha varit på om Annihilius inte hade blandat sig i. 
Senare använde Franklin sina krafter för att göra sig själv vuxen. I sin vuxna form tog han namnet Avatar och han hade full kontroll över sina väldiga krafter. Men till sinnet var han fortfarande ett barn, och han insåg att han inte var mogen nog att hantera sina krafter, så därför förvandlade han sig tillbaka till ett barn igen. Dessutom upprättade han dämpare som skulle förhindra honom från att använda alla sina krafter till dess att han mognat klart. 
Trots att hans krafter var dämpade blev han en medlem i superhjältegänget Power Pack och tog kodnamnet Tattletale. Han hjälpte laget genom att använda sina krafter för att förutspå framtiden. Hans tid med Power Pack blev dock inte så långvarig eftersom hans farfar, Nathaniel Richards, kidnappade honom och tog med honom till framtiden. I framtiden uppfostrade Nathaniel honom i flera år och tränade honom att använda sina krafter. Som tonåring återvände Franklin sedan till nutiden och kallade sig själv för Psi-Lord. När hans pappa blev kidnappad av Hyperstorm och Fantastic Four upplöstes så skapade Franklin sitt eget lag av superhjältar, kallat Fantastic Force.
Hyperstorm insåg att Psi-Lord var ett hot mot hans egen existens och reste genom tiden för att förhindra Nathaniel från att ta med Franklin till framtiden. På så vis upphörde Psi-Lord att existera och Franklin var åter ett barn igen. Strax efteråt blev han kidnappad igen, denna gång av entiteten Onslaught. Onslaught använde Franklins krafter för att försöka omforma verkligheten, men blev till slut besegrad genom att Fantastic Four och the Avengers offrade sig själva. Franklin blev befriad, men var nu föräldralös och togs om han om av Emma Frost och hennes Generation X. 
Ovetandes för någon, till och med för Franklin, så hade hans föräldrar och de andra hjältarna som offrat sig i kampen mot Onslaught inte dött. Istället hade Franklin omedvetet använt sina krafter för att skicka dem till en annan värld, en kopia av Jorden som Franklin skapat och som han sedan bar runt på i form av en blå boll. Med hjälp av Ashema, en av the Celestials, fick Franklin veta vad han hade gjort och han fick även ett val, att rädda den värld han skapat eller den värld som han var född i. Franklin lyckades dock tillsammans med sina föräldrar övertyga Ashema att rädda båda världarna, och han återvände till den riktiga världen tillsammans med sina föräldrar och de andra hjältarna. 
Återförenad med sina föräldrar flyttade Franklin in i Fantastic Fours nya högkvarter, Pir Fyra, och han fick en undvalp som han döpte till Puppy. Dessutom fick han en syster i form av den tidsresande Valeria Von Doom, som påstod att hon var den framtida dottern till Susan och Fantastic Fours eviga fiende Dr Doom. När den onde Abraxas framträdde och hotade att förgöra hela universum så togs Franklin och Valeria hand om av Roma, universums väktare. Hos Roma fick Franklin veta att Valeria var den lillasyster som han hade sänt iväg, eftersom hon annars skulle ha dött vid födseln. Tillsammans med Valeria stoppade de Abraxas genom att kombinera sina krafter och återskapa Galactus.  
Abraxas blev besegrad, men Franklins krafter var utbrända och försvunna. Valeria var åter hans lillasyster, ännu ofödd. Franklin fick äntligen chansen att leva ett normalt liv. Efter att Valeria fötts kände Franklin sig ignorerad och oälskad, vilket ledde till att han omedvetet råkade släppa lös Modulus. Strax efteråt blev han kidnappad för tredje gången, den här gånge av Dr Doom, som sände honom till Helvetet. Han blev snabbt räddad därifrån, men tiden i Helvetet traumatiserade honom svårt. Men med hjälp av sin familj var han snart tillbaka till sitt vanliga jag igen.
Trots att Franklins krafter för alltid skulle vara försvunna har bevis nyligen uppkommit som tyder på motsatsen, då Franklin använde en leksakspistol för att skjuta Norman Osborn i armen.

## Krafter
Franklin är en Omega-nivå mutant och besitter en rad otroliga krafter, krafter som han dock ännu inte har full kontroll över. Han har telepatiska krafter, väldiga telekinetiska krafter och till och med kraft att förändra själva verkligheten. Han är av många klassad som den mest kraftfulla mutanten i Marvels universum. Trots hans unga år är hans krafter redan i nivå med the Celestials. Franklins krafter inkluderar:
Verklighetsmanipulation: Förmågan att förändra själva verkligheten, att få en tanke att bli verklig. Franklin är med denna förmåga i det närmast omnipotent och trots att han är så ung kan han redan skapa fick-universum (ett universum som inte är lika stort som vårt eget), han kan alltså skapa hela världar med hjälp av sina krafter. 
Telepati: Förmågan att läsa och styra andras tankar samt projektera sina egna tankar till andra. Franklin kan använda denna förmåga till att få folk att göra som han vill, se saker som egentligen inte finns. Han kan radera minnen hos människor och lägga till nya minnen. Han kan i princip kontrollera alla hjärnans funktioner, och hans förmåga begränsas inte av avstånd. Hans telepati är ännu outvecklad, men när han får full kontroll över den kommer den att vara i klass med Charles Xaviers krafter.
Telekinesi: Förmågan att kontrollera rörelsen hos materia och energi med hjälp av tanken. Franklin kan redan som barn använda denna kraft för att lyfta så mycket som 10 ton, dessutom kan han använda den för att lyfta sig själv och därmed flyga i otroliga hastigheter. 
Framtidsdrömmar: Förmågan att se vad som ska hända i framtiden i sina drömmar. Franklin kan dock inte se saker som ska hända om de ligger längre än några dagar in i framtiden.

## Övrigt
- Av de två kraftfullaste verklighetsmanipulatörerna i Marvels universum är Franklin den starkaste, den andra är James Jaspers.
- Det spekuleras ofta om att mänskligheten håller på att utvecklas till en övermänsklig ras, och att Franklin kan vara ett tidigt exempel på vad mänskligheten en dag kommer att vara.